# 대부 (2006년 비디오 게임)
대부 또는 더 갓파더(The Godfather)는 EA 레드우드 쇼어스가 개발하고 일렉트로닉 아츠가 배급한 2006년 오픈 월드 액션 어드벤처 비디오 게임이다. 처음에 마이크로소프트 윈도우, 플레이스테이션 2, 오리지널 엑스박스용으로 2006년 3월 출시되었다. 나중에 The Godfather: Mob Wars라는 제목으로 플레이스테이션 포터블용으로 출시되었고, 엑스박스 360용으로는 The Godfather, Wii용으로는 The Godfather: Blackhand Edition, 플레이스테이션 3용으로는 The Godfather: The Don's Edition라는 제목으로 출시되었다. 1972년 영화 대부에 기반을 둔다.
이 게임은 대부분의 시스템에 걸쳐 대체로 긍정적인 평가를 받았으나 플레이스테이션 포터블 버전은 다른 것들에 비해 대체로 좋지 않은 평가를 받았다. 이 게임은 200만 개 이상 판매되면서 상업적으로 성공했다. 1974년 영화에 기반한 후속작 대부 2는 플레이스테이션 3, 엑스박스 360, 마이크로소프트 윈도우용으로 2009년 출시되었으나 엇갈린 평가를 받았으며 첫 번째 게임만큼 판매량이 좋지 않았기 때문에 EA는 대부 3의 각색판의 계획을 폐기하게 되었다.

## 평가
| 평론 점수      | 평론 점수 | 평론 점수 | 평론 점수 | 평론 점수 | 평론 점수 | 평론 점수 | 평론 점수    |
| 평론사         | 점수      | 점수      | 점수      | 점수      | 점수      | 점수      | 점수         |
| 평론사         | PC        | PS2       | PS3       | PSP       | Wii       | 엑스박스  | 엑스박스 360 |
| -------------- | --------- | --------- | --------- | --------- | --------- | --------- | ------------ |
| 유로게이머     |           |           |           |           | 7/10      | 6/10      | 6/10         |
| 게임 인포머    |           | 7.5/10    | 7.5/10    | 4.5/10    | 6.5/10    |           | 7.75/10      |
| 게임스팟       | 8.1/10    | 8.1/10    | 7.6/10    | 6/10      | 7.6/10    | 8.1/10    | 7.9/10       |
| 게임스파이     | [ 17 ]    | [ 18 ]    | [ 19 ]    | [ 20 ]    | [ 21 ]    | [ 22 ]    | [ 23 ]       |
| IGN            | 7.9/10    | 7.9/10    | 7.5/10    | 6.2/10    | 8/10      | 7.9/10    | 7.9/10       |
| 닌텐도 파워    |           |           |           |           | 8/10      |           |              |
| OPM (UK)       |           |           | [ 32 ]    |           |           |           |              |
| OPM (US)       |           | [ 33 ]    |           | [ 34 ]    |           |           |              |
| OXM (US)       |           |           |           |           |           | 6.5/10    | 7/10         |
| PC 게이머 (US) | 73%       |           |           |           |           |           |              |
| 통합 점수      |           |           |           |           |           |           |              |
| 메타크리틱     | 72/100    | 75/100    | 70/100    | 59/100    | 77/100    | 77/100    | 77/100       |

| 수상                            | 수상                                              |
| 평론사                          | 수상                                              |
| ------------------------------- | ------------------------------------------------- |
| Game Audio Network Guild Awards | "Best Arrangement of a Non-Original Score" (2007) |